# Japan Expo Centre
Japan Expo Centre（ジャパン・エキスポ・サントル）は、漫画、アニメ、テレビゲーム、コスプレ、ファッションなどの日本の文化をテーマとする、フランス中部のオルレアン市で開催される博覧会。
パリ郊外で行われるJapan Expoをフランスの他の地方でも開催してほしいという要望が強かったことから、フランス南部マルセイユのJapan Expo Sudに続いて、フランス中部オルレアンでのJapan Expo Centreが企画された。
第1回は、2011年10月29日、30日に開催された。コミックなどの販売会、サイン会、コンサートの他、テレビゲーム、折り紙、座禅などのコーナーが設置され、コスプレのショー、アニメソングのカラオケ大会、武道のパフォーマンスなども行われた。

## 開催概要
| 回数  | 開催日                | 日本からの主な招待客                                                       |
| ----- | --------------------- | -------------------------------------------------------------------------- |
| 第1回 | 2011年10月29日 - 30日 | 岡崎能士、高田桂、七海有希(Jelly Beans)、PINKY DOODLE POODLE、UPLIFT SPICE |
| 第2回 | 2012年10月27日 - 28日 | 藤沢とおる、吉川友                                                         |

※Jelly Beansの朝倉さくら（咲良あい）は個人的理由により不参加のため、七海有希のみ出演